# Raión de Svátove
Raión de Svátove (en ucraniano: Сватівський район) es un raión o distrito de Ucrania en el óblast de Lugansk. La capital es la ciudad de Svátove.
Comprende una superficie de 5314,1 km². Los límites del distrito se cambiaron oficialmente en julio de 2020 como parte de la reforma administrativa-territorial de Ucrania.

## Demografía
Según estimación 2010 contaba con una población total de 41400 habitantes.

## Otros datos
El código KATOTTG es UA44100000000052765, el código KOATUU fue 4424000000. El código postal 92600 y el prefijo telefónico +380 6471.